# Isabel Cortez
Isabel Cortez Aguirre (Oxapampa, 4 de junio de 1969) es una política, exbarrendera y sindicalista peruana. Actualmente es congresista de la república para el periodo 2021-2026.

## Biografía
Nació en Oxapampa el 4 de junio de 1969.
A los quince años, dejó su natal Oxapampa para migrar a Lima. Tiene primaria completa.
Laboró como limpiadora en casas, mercados y posteriormente en las calles de Lima. Trabajó como barrendera de la Municipalidad de Lima durante los años 2002 y 2020.
Fue presidenta del Sindicato de Trabajadores de la Empresa Innova Ambiental (Sitobur).

## Carrera política
Su carrera política comenzó cuando postuló al Congreso de la República, en las elecciones extraordinarias de 2020, por Juntos por el Perú, donde fue la quinta candidata más votada de su partido con 24 400 votos. Sin embargo, no resultó elegida, ya que su partido no pasó la valla electoral.

### Congresista
En las elecciones parlamentarias de 2021, postuló nuevamente al Congreso por Juntos por el Perú y resultó elegida con 33 967 votos para el periodo parlamentario 2021-2026.
En el Parlamento, ejerció como presidenta de la Comisión de Trabajo.
El 1 de mayo de 2023, fue condecorada por la presidenta peruana Dina Boluarte con la Orden del Trabajo por el Día del Trabajador. Sin embargo, su condecoración generó polémicas debido a que Cortez era una opositora al régimen de Boluarte y firmó la moción de vacancia en su contra por la muerte de manifestantes en las marchas contra el Gobierno.
En marzo de 2025 se anunció su incorporación al partido conservador Podemos Perú.